# Justicia laeta
Justicia laeta är en akantusväxtart som beskrevs av Spencer Le Marchant Moore. Justicia laeta ingår i släktet Justicia och familjen akantusväxter. Inga underarter finns listade i Catalogue of Life.